# 4 de agosto nos Jogos Olímpicos de Verão de 2016
4 de agosto de 2016 nos Jogos Olímpicos de Verão de 2016 é o segundo dia de competições. Somente serão disputadas partidas do futebol masculino.

## Esportes
- Futebol

## Destaques do dia

### Futebol Masculino
| Grupo A | Iraque | 0 – 0                  | Dinamarca | Estádio Nacional, Brasília               |
| 13:00   |        | FIFA RI02016 Arquivado |           | Público: 18 000 Árbitro: MEX César Ramos |

| Iraque | Dinamarca |

| Grupo D | Honduras                              | 3 – 2                  | Argélia                      | Estádio Olímpico, Rio de Janeiro          |
| 15:00   | Quioto 12' · Pereira 32' · Lozano 78' | FIFA RIO2016 Arquivado | 67' Bendebka · 84' Bounedjah | Público: 20 000 Árbitro: BRA Sandro Ricci |

| Honduras | Argélia |

| Grupo A | Brasil | 0 – 0                  | África do Sul | Estádio Nacional, Brasília                       |
| 16:00   |        | FIFA RIO2016 Arquivado |               | Público: 69 389 Árbitro: ESP Antonio Mateu Lahoz |

| Brasil | África do Sul |

| Grupo C | México                    | 2 – 2                  | Alemanha                | Arena Fonte Nova, Salvador                   |
| 17:00   | Peralta 52' · Pizarro 61' | FIFA RIO2016 Arquivado | 58' Gnabry · 78' Ginter | Público: 16 500 Árbitro: IRN Alireza Faghani |

| México | Alemanha |

| Grupo D | Portugal                 | 2 – 0                  | Argentina | Estádio Olímpico, Rio de Janeiro          |
| 18:00   | Paciência 66' · Pité 84' | FIFA RIO2016 Arquivado |           | Público: 37 407 Árbitro: GUA Walter López |

| Portugal | Argentina |

| Grupo B | Suécia                    | 2 – 2                  | Colômbia                            | Arena da Amazônia, Manaus                     |
| 19:00   | Ishak 43' · Ajdarević 62' | FIFA RIO2016 Arquivado | 17' Teo Gutiérrez · 75' (pen) Pabón | Público: 29 996 Árbitro: KSA Fahad Al-Mirdasi |

| Suécia | Colômbia |

| Grupo C | Fiji | 0 – 8                  | Coreia do Sul                                                                 | Arena Fonte Nova, Salvador                   |
| 20:00   |      | FIFA RIO2016 Arquivado | 31', 63', 90+2' Seungwoo · 61', 62' Chang-Hoon · 72' (pen) Son · 76', 89' Suk | Público: 16 000 Árbitro: SEN Malang Diedhiou |

| Fiji | Coreia do Sul |

| Grupo B | Nigéria                           | 5 – 4                   | Japão                                                     | Arena da Amazônia, Manaus                   |
| 22:00   | Umar 6' · Etebo 9', 41', 50', 65' | FIFA RIO 2016 Arquivado | 8' (pen) Koroki · 10' Minamino · 69' Asano · 90+4' Suzuki | Público: 29 996 Árbitro: FRA Clément Turpin |

| Nigéria | Japão |